# BCUBE
BCUBE SpA è un'azienda multinazionale che si occupa di logistica integrata per la gestione della catena di distribuzione. È stata fondata nel 1952 dalla famiglia Bonzano e ha sede a Casale Monferrato, in provincia di Alessandria. È presente a livello mondiale con più di 100 siti operativi e oltre 4000 dipendenti.

## Storia
Il Gruppo viene fondato nel 1952 da Luigi Bonzano, operando inizialmente nel settore del legname con lavorazione della materia prima come attività principale. Nel breve tempo il ventaglio dei servizi viene ampliato e l’azienda inizia a proporsi come fornitore anche nell’ambito della produzione di imballaggi in legno.
Nel corso degli anni l’impresa è costantemente cresciuta, allargando i suoi orizzonti lavorativi alla logistica, con un’importante accelerazione negli anni Settanta, quando il figlio di Luigi, Piero Carlo,  entra in azienda.
Poco dopo viene fondata la società Villanova, nell’omonima località vicina ad Asti. L’attività principale della società è focalizzata sull’imballaggio, trasporto e spedizione nell’ambito automotive e industrial.
A inizio degli anni 80 Piero Carlo Bonzano assume la guida della sua divisione e la trasforma in società indipendente con il nome di Argol, ampliando le attività, al fine di offrire ai clienti soluzioni di logistica integrata.
Negli anni Novanta Argol cresce in modo importante soprattutto nel settore Energy Oil & Gas. Nel 2000 nasce a Guasticce (Livorno) il nuovo polo logistico, dedicato al settore Energy, che è considerato oggi un centro di eccellenza a livello mondiale. Da qui in avanti Argol si focalizza sempre di più su nuovi settori di business e su nuovi servizi, diventando una realtà di riferimento.
Nel 2012 avviene la fusione tra le due aziende della famiglia Bonzano, Argol e Villanova, unendo anche le diverse competenze; nasce un unico Gruppo Argol Villanova, con sede a Casale Monferrato.
Nel 2014 il Gruppo affida a Oliviero Toscani il restyling dell’immagine dell’azienda. Da questa operazione deriva il cambio del nome in BCUBE e il nuovo logo - con una grande B (come l’iniziale della famiglia Bonzano), l’uso dei quattro colori della quadricromia, un 3 usato come esponente per sottolineare le potenzialità di sviluppo del Gruppo nel settore e richiamare il concetto del volume, così presente nell’ambito della logistica.

## Presenza internazionale
BCUBE ha più di 100 sedi operative nel mondo, in Italia e nei principali mercati esteri